# Kymatocalyx
Kymatocalyx là một chi rêu trong họ Cephaloziellaceae.